# Teppo Rastio
Teppo Rastio (Naantali, 15 febbraio 1934 – Rauma, 29 maggio 2023) è stato un hockeista su ghiaccio e calciatore finlandese.

## Biografia
Come hockeista fece parte dapprima del Lukko poi dell'Ilves Tampere nella SM-sarja. Fu introdotto nella Suomen Jääkiekkomuseo (Finnish Hockey Hall of Fame) nel 1985.
Come calciatore fu membro della nazionale finlandese nel 1958.
Rastio è morto nella primavera del 2023, all'età di 89 anni. Il Lukko ha ritirato la maglia col numero 4, portata da Rastio.